# 吉姆·布鲁尔
詹姆斯·特纳·布鲁尔（英語：James Turner Brewer，1951年12月3日—），美国男子职业篮球运动员，曾效力于NBA联盟。他在1973年的NBA选秀中第1轮第2顺位被克里夫兰骑士选中。